# 헤르만 올덴베르크
헤르만 올덴베르크(Hermann Oldenberg, 1854년 10월 31일 – 1920년 3월 18일)는 독일의 인도학자이자 킬 (1898년) 및 괴팅겐 (1908년) 대학교 교수였다.

## 작품
올덴베르크는 함부르크에서 태어났다. 1881년 불교에 대한 그의 연구서인 『붓다: 그의 삶, 그의 가르침, 그의 공동체』는 팔리어 경전을 바탕으로 불교를 대중화시켰으며, 초판 발행 이래 계속해서 인쇄되고 있다. 그는 T. W. 리스 데이비즈와 함께 막스 뮐러가 편집한 기념비적인 동양성전 시리즈에서 상좌부 불교 율 텍스트 세 권, (베다) 그리햐수트라 두 권, 그리고 베다 찬가 두 권을 편집하고 영어로 번역했다. 그의 『프롤레고메나』 (1888년)를 통해 올덴베르크는 리그베다에 대한 문헌학적 연구의 기초를 마련했다.
1919년 그는 네덜란드 왕립 예술 과학 아카데미의 외국인 회원이 되었다.
그는 괴팅겐에서 사망했다.

## 선정된 출판물
- 올덴베르크, 헤르만, 『베다의 종교』. 베를린 1894; 슈투트가르트 1917; 슈투트가르트 1927; 다르름슈타트 1977
- 올덴베르크, 헤르만, 역. 뮐러, 막스, 편집. 베다 찬가, 2부: 아그니에게 바치는 찬가. 동양성전, 46권, 옥스포드, 클래런던 프레스 1897. 재판: Low Price Publications 1996, ISBN 8175360321.
- 올덴베르크, 헤르만, 역/편집. "디파밤사": 고대 불교 역사 기록, 런던: 윌리엄스 앤 노르가테 1879.
- 올덴베르크, 헤르만. 붓다: 그의 삶, 그의 가르침, 그의 질서, 런던, 윌리엄스 1882.
- 올덴베르크, 헤르만, 역., 막스 뮐러, 편집. 동양성전 제 XXIX권, "그리햐수트라, 베다 가정 의식 규칙", 1부, 옥스포드, 클래런던 프레스 1886
- 올덴베르크, 헤르만, 역. 뮐러, 막스, 역. 동양성전 제 XXX권, "그리햐수트라, 베다 가정 의식 규칙", 2부, 옥스포드, 클래런던 프레스 1892
- 리스 데이비즈, T. W.; 올덴베르크, 헤르만, 역. (1881–85). 율 텍스트, 동양성전, XIII, XVII & XX권, 클래런던/옥스포드. 재판: 모틸랄 바나르시다스, 델리 (도버, 뉴욕) XIII권, 마하바가 I-IV, XVII권, 마하바가 V-X, 쿨라바가 I-III, XX권, 쿨라바가 IV-XII

## 더 읽어보기
- Walter Troxler: OLDENBERG, Hermann. In: Biographisch-Bibliographisches Kirchenlexikon (BBKL). Band 6, Herzberg 1993, ISBN 3-88309-044-1, Sp. 1177–1178.
- Friedrich Wilhelm (1999), “Oldenberg, Hermann”, Neue Deutsche Biographie (NDB) (독일어) 19, Berlin: Duncker & Humblot, 507–508쪽; (full text online)